# Massimo Cotto
Massimo Cotto (Asti, 20 maggio 1962 – Asti, 2 agosto 2024) è stato un giornalista, disc jockey e scrittore italiano.
Condusse su Virgin Radio Rock and Talk con Maurizio Faulisi e Antonello Piroso, e fu un autore per Il Messaggero.

## Biografia
Massimo Cotto nacque il 20 maggio 1962 ad Asti da padre impiegato e madre casalinga. Figlio unico, fu inizialmente una promessa del basket, fino a quando, all'età di 16 anni, seduto in macchina con amici, rimase colpito dalla voce di un deejay durante la spiegazione e il racconto del testo di Thunder Road di Bruce Springsteen. Il giorno dopo lasciò la pallacanestro per presentarsi al direttore di una radio privata e iniziando quindi a trasmettere, dando il via a una carriera che lo vide in seguito impegnato su più fronti: radio, televisione, giornali, libri, direzioni artistiche, finanche politica, essendo stato nominato, il 4 giugno 2012, assessore tecnico alla cultura, al palio, alle manifestazioni e alle pari opportunità nella giunta di Fabrizio Brignolo ad Asti.

### Attività radiofonica
Fece il suo esordio come disc-jockey alla sede Rai di Torino nel 1983. L'anno successivo divenne conduttore di RaiStereoNotte, di cui poi condusse sette edizioni.
Pur collaborando con altre emittenti (la Radio della Svizzera Italiana e Kiss Kiss, tra le altre), rimase legato per i successivi per vent'anni a Radio Rai, presentando molti programmi per i tre canali, tra cui Senza rete, Zona Cesarini, Masters e Hobo, e numerosi eventi, tra cui il concerto di Capodanno del 1989 degli U2 da Dublino, il concerto di Bob Dylan davanti a Papa Giovanni Paolo II (il 27 settembre 1997), quattro edizioni del Festival di Sanremo (dal 2000 al 2003, la prima in coppia con Sandro Ciotti), due concerti del Primo Maggio (2001, 2002) e la prima volta di Vasco Rossi all'Heineken Jammin' Festival (1998).
L'11 marzo 2002 Francesco De Gregori lo scelse per rompere un silenzio durato anni, accettando quindi di suonare nella sala A di via Asiago e di farsi intervistare da Cotto.
Dal 1999 al 2003, oltre a condurre programmi, fu anche responsabile musicale di Rai Radio 1. Fu allontanato nonostante l'intervento di molte star della musica, che fecero dichiarazioni in suo favore: Piero Pelù dichiarò all'ANSA che “Radiouno senza Massimo Cotto è come la Fiorentina senza Antognoni”. Nel 2003 passò a Radio 24, dove condusse Rondò, poi a Radio Capital, dove presentò No Man's Land (nel 2007), I capitalisti (2008) e Capital Tribute (2009-2010). Nel marzo del 2012 iniziò a condurre la trasmissione "Rock Bazar" su Virgin Radio. Dal programma vennero poi anche tratti due libri ("Rock Bazar" e "Rock Bazar volume secondo") e uno spettacolo teatrale dove Cotto venne affiancato da Cristina Donà.

### Attività televisiva
Divise la sua attività tra autore e conduttore. La prima esperienza fu dietro le quinte, come autore per Carlo Massarini al Festival di Sanremo 1988, con il quale realizzò anche dieci puntate speciali monografiche intitolate "Sanremo International" (Rai 1). Nel 1990 lavorò come giornalista e aiuto regista alla prima edizione di Rock Cafè (Rai 2).
Dopo una pausa di dieci anni in cui si dedicò alla radio, nel 2000 fu chiamato da Paolo Giaccio a condurre "Satisfaction" su RaiSat Show. Nello stesso anno condusse per Rai 3 "Caruso per San Giovanni a Teduccio", con Licia Colò. Nel 2003 condusse su Rai 3 "La memoria di Hobo" nell'ambito del programma "Racconti di vita". Sempre nel 2003 firmò con Claudio Baglioni e Guido Tognetti il programma "Claudio Baglioni Live Story" (Rai 1), e con Teresa De Sio il programma "Da Napoli a Bahia, da Genova a Bastia, in diretta dal porto di Salerno (Rai 3).
Nel 2006 fu autore di Maddalena Corvaglia nei programmi "Quasi Sanremo" e "La festa della musica" (Rai 1).
Nel 2008 fu autore per Mara Maionchi a Scalo 76 (Rai 2) e nel 2010 del Festival di Sanremo 2010 presentato da Antonella Clerici e del Festival di Castrocaro (Rai 1).
Nel 2015 fu autore di Piero Pelù a The Voice of Italy (Rai 2).
Nel 2016 fu ospite fisso della serie "Vinyl Talk", in onda su Sky Atlantic e Sky Arte.
Nel 2017 presentò su Raitre l'anteprima del Concerto del Primo Maggio in piazza san Giovanni, a Roma.
Nel 2021, dopo aver partecipato a molti programmi come ospite e consulente in alcune serie, soprattutto per Sky (da “Io e lei: Janis Joplin” con Greta Scarano a “33 giri”), tornò alla conduzione vera e propria nel 2021 con lo speciale sul Premio Tenco in onda su Raidue.

### Attività giornalistica
Parallelamente all'attività radiofonica, sviluppò quella giornalistica. Iniziò la sua carriera a Il mucchio selvaggio, sotto la direzione di Massimo Stefani, nel 1984. Divenne pubblicista nel 1987 e professionista nel 1995, dopo aver lavorato a lungo nei quotidiani (L'Indipendente, Il Tirreno, Stampa Sera) e collaborato con le principali riviste italiane (L'Espresso, Epoca, L'Europeo, Max, Capital, Amica, Marie Claire, Grazia, Jam, Rockstar, Tutto, Radiocorriere TV, Velvet, Il Giornale della Musica, Chitarre, Fare Musica), e internazionali (l'americana Billboard, la tedesca Howl!). Fu direttore di Rockstar e direttore editoriale di Rocksound, Groove e Punk.

### Attività letteraria
Fu autore di una vasta e ricca produzione come le molte biografie ufficiali, come quelle di Luciano Ligabue "È andata così", Mondadori) Patty Pravo ("Bla Bla Bla", Mondadori), Piero Pelù ("Perfetto difettoso", Mondadori, e "Identikit di un ribelle", Rizzoli), Irene Grandi ("Diario di una cattiva ragazza", Mondadori), Francesco Guccini ("Un altro giorno è andato" e "Portavo allora un eskimo innocente", Giunti), Ivano Fossati ("Per niente facile", Arcana), Enrico Ruggeri ("La via en rouge", Sperling & Kupfer), Nomadi ("Sempre Nomadi" e "I Nomadi, Augusto e altre storie", Mondadori), Bandabardò ("Vento in faccia", Arcana), Danilo Sacco ("Come polvere nel vento", Rizzoli). Scrisse anche "Leonard Cohen: Canzoni da una stanza" (Arcana), "Ma il cielo è sempre più blu" (i diari inediti di Rino Gaetano, Mondadori), "Il grande libro del rock (e non solo)" (Bur), "Le lacrime di Marley" (Elleu), "We Will Rock You" (Bur), "Waits" (Muzzio, con prefazione di Elliott Murphy) e "Doppio lungo addio" con Massimo Bubola (Aliberti).
Considerato il padre del libro-intervista in quanto riuscì a portare in auge un genere ritenuto di scarso appeal commerciale, diresse per Aliberti Editore la collana "Incontri - Le conversazioni di Massimo Cotto", libri monografici di interviste a personaggi dello spettacolo e della cultura. Tra i volumi pubblicati: "Urlando contro il cielo" (con Ligabue), "Qui non arrivano gli angeli" (con Vasco Rossi), "Il grullo parlante" (con Giorgio Panariello), "Incontri con il diavolo e l'acqua santa" (con Zucchero Fornaciari, tradotto anche in Germania), "Segni del tempo" (con Luca Carboni), "Zero a zero" (su Renato Zero), "Dove si va" con i Nomadi, "Everybody's Talking - 50 interviste alle leggende del rock".
Fu curatore della Enciclopedia del Blues e della Musica nera (Arcana), lavorò con Renzo Arbore al "Dizionario della canzone italiana" (Curcio), diresse con Riccardo Bertoncelli il "Dizionario del rock" per la Curcio e tradusse e commentò i testi di Tom Waits (primo in Italia), Bruce Springsteen, Bob Marley, Janis Joplin, Grateful Dead, Michelle Shocked, oltre al volume Jimi Hendrix: una chitarra per il secolo (Feltrinelli)
Diresse per anni le collane Supersound e Nuovi Ritmi per Sperling & Kupfer, Songbook e Manuali Rock per Arcana, Chewing Gum per Aliberti.
Nel 2003 pubblicò il suo primo romanzo "Hobo, una vita fuori giri" (Premio speciale Cesare Pavese. Nel 2005 uscì il secondo romanzo, "L'ultima volta che sono morto", con prefazione di Giorgio Faletti e postfazione di Fernanda Pivano. Nel 2007, "Le notti gotiche", un libro di racconti con Eraldo Baldini.
Tuttavia, incentrò la sua produzione prevalentemente sulla musica. Nel 2015 pubblicò "Rock Bazar volume secondo" e "Fammi una domanda di riserva", una raccolta di trent'anni di incontri con Paolo Conte in giro per il mondo e a cui Antonio D'Orrico dedicò poi ben tre intere rubriche su Sette.
Il 2016 vide Cotto in libreria con due volumi, il primo dedicato a Leonard Cohen, "I famosi impermeabili blu", contenente tra l'altro nove interviste realizzate con l'artista canadese nell'arco di 25 anni, e "Tutta la terra del nostro silenzio", trascrizione di una lunga intervista con la poetessa Alda Merini realizzata nella sua casa sui Navigli. Nel 2017 pubblicò per Marsilio “Rock Therapy”, rispampato poi tre anni dopo per Universale Economica Feltrinelli. Gian Paolo Serino sul Giornale scrisse: “Un libro che alla genialità sregolata del linguaggio di Lester Bangs coniuga il rigore di Raymond Carver”. Nel 2019 uscì “Rock Live” per Mondadori, nel 2020 pubblicò “Decamerock” per Marsilio e scrisse con Ligabue l'autobiografia ufficiale del rocker di Correggio “È andata così” (Mondadori). Nel 2021 uscirono “Rock is the answer” (Marsilio), con interviste a 150 rockstar, e “Una volta suonavo nei New Trolls” (Azzurra), scritto con Vittorio De Scalzi. Nel 2022, un nuovo romanzo (Il re della memoria") e un libro scritto a quattro mani con Maurizio Vandelli ("Emozioni garantite")
Il 22 maggio 2023, con il libro "Il re della memoria" (Gallucci, 2022) vinse il Premio Selezione Bancarella. A novembre 2023 uscì il suo ultimo libro "Il Rock di padre in figli*" (Gallucci, 2023), rivolto sia ai giovani ancora ignari del mondo del rock che agli adulti cresciuti nel rock come stile di vita, con all'interno due QR code per visualizzare su YouTube e Spotify la speciale “playlist dell'isola deserta” creata da Massimo Cotto con i 46 brani indispensabili per scoprire e imparare ad amare il mondo della musica.

### Attività teatrale
Il 2 luglio 2005 portò in scena il suo primo spettacolo teatrale, "Cry baby, l'ultima notte di Janis Joplin", interpretato da Chiara Buratti e Andrea Gherpelli, che, dopo il debutto ad Astiteatro, venne rappresentato nei principali festival musicali italiani (Neapolis, Pistoiablues, Montale Festival..).
Il 2 ottobre 2011 debuttò da Rovereto l'affabulazione musicale "Chelsea Hotel" che lo vide protagonista sul palco con Mauro Ermanno Giovanardi (regia di Simone Gandolfo) e che, dopo due anni di repliche, uscì sotto forma di cd-book.
Sempre nel 2011, il 18 novembre, dal teatro Cantero di Chiavari prese il via uno spettacolo di cui fu anche regista: "Quella carezza della sera" con i New Trolls, che dopo sei mesi di tour si concluse il 26 maggio 2012 al teatro Archivolto di Genova.
Nel 2011 scrisse anche il musical "All'ombra dell'ultimo sole" sul mondo di Fabrizio De André (regia di Emilio Russo), che rimase in scena per tre stagioni al teatro Menotti di Milano.
Nel 2013 ripeté la doppia esperienza di autore e regista con "Da quando a ora in scena" e "Nudo e crudo", spettacoli di teatro-canzone scritti con Giorgio Faletti tratti dal cofanetto "Da quando a ora" (libro e doppio cd), di cui Cotto fu anche produttore esecutivo. Furono anche gli ultimi lavori del comico e scrittore astigiano prima della sua scomparsa.

### Direzioni artistiche
Nel 2003 Pippo Baudo lo chiamò a far parte della Giuria di qualità del 53º festival di Sanremo. Tornò nuovamente nella città dei fiori nel 2006, quando Giorgio Panariello lo inserì nella Commissione Artistica selezionatrice dei giovani per la 56ª edizione.
Nel 2007 e nel 2008 fu direttore artistico di Sanremolab e presidente della Commissione selezionatrice dei giovani per la 58ª e 59ª edizione.
Nel 2009 divenne direttore artistico del Premio De Andrè, incarico che ricoprì fino al 2016. Nel 2010 venne chiamato a scegliere i giovani per la 60ª edizione del festival di Sanremo presentato da Antonella Clerici; nello stesso anno fu tra i giurati di Talent, programma di Rai 1. Nel 2011 assunse con Dario Salvatori la direzione artistica del Premio Silvi città di Mogol e fece parte della giuria del programma di Raiuno Lasciami cantare!, presentato da Carlo Conti.
Nel 2012 divenne direttore artistico del Festival di Castrocaro, incarico mantenuto per i successivi tre anni e nel 2015 assunse con Roberta Bellesini Faletti la direzione artistica del Premio Giorgio Faletti, dedicato all'artista astigiano.
Per molti anni, dal 2005 in poi, fece parte della Commissione Direttiva del Premio Lunezia - Conferimento al valore musical-letterario delle canzoni italiane.

### Altre attività
Il 28 e 29 giugno 1990 condusse il Porretta International Soul Festival, con un cast dove furono presenti Solomon Burke, Billy Preston, Bobby Womack, Carla Thomas e Sam Moore del duo Sam and Dave. Fu il primo di una lunga serie di festival sulla musica nera che Cotto presentò nel corso degli anni successivi. Presentò infatti undici edizioni del Premio De André, il Premio Endrigo 2011, Palco d'autore 2010 dal Porto Antico di Genova con la direzione di Pepi Morgia, La parola cantata 2010 a Brugherio (direzione di Mauro Ermanno Giovanardi), il Cinque Terre Art Festival 2005, il Premio Bindi. Dal 2001 al 2003 condusse tre edizioni di Musicultura, dal 2003 al 2005 tre edizioni di Canzoni di confine, con la direzione artistica di Sergio Endrigo.
Cotto presentò più volte anche i principali festival del sud Italia: il Giffoni Music Contest (con Rosita Celentano), Salerno Etnica, Rockin Napoli e, a Crotone, Una Casa per Rino dedicato a Rino Gaetano. Furono numerose anche le sue conduzioni di eventi a fini sociali o benefici. Tra le più significative, "Caruso per San Giovanni a Teduccio" (Napoli, 2000), dove Lucio Dalla interagì con i più famosi artisti napoletani e duettando con loro; "Canzoni per la Resistenza" (Roma, 2011), con i più grandi cantanti italiani ad aver messo in musica le pagine più significative della lotta partigiana; "Passaggi di tempo", realizzato con i 110 elementi dell'Orchestra Sinfonica di Asti a favore dell'Aisla (2012).
Nel 2015 condusse al Piccolo Teatro di Milano "L'assurdo mestiere", uno spettacolo su Giorgio Faletti nell'ambito della rassegna "Milano per Gaber". Il 9 luglio, insieme agli altri deejay di Virgin Radio, si esibì in un deejay set davanti a 90.000 persone, prima del concerto degli AC/DC a Imola. Il 29 settembre presentò il megaraduno Beat Generations da Piazza Grande, a Modena. Il 19 dicembre, dopo aver inaugurato la nuova sede del Club Tenco, presentò al teatro del Casinò di Sanremo la rassegna internazionale Estensioni.

### Morte
Morì il 2 agosto 2024, all'età di 62 anni, dopo essere stato colto da un malore nella sua casa astigiana il 9 luglio 2024 e dopo aver passato quasi un mese nel reparto di rianimazione all'ospedale di Asti.

## Vita privata
Nel 2006, con Francesco Renga come testimone di nozze, sposò l'attrice Chiara Buratti, con cui condivise numerose esperienze in teatro e sul palco. Il 14 febbraio 2007 divenne padre di Francesco Danilo. Nel 2014 accettò l'invito di Roberto Vecchioni, diventando per un breve periodo suo personal manager e addetto stampa. Fu un tifoso del Torino.

## Opere
- Il Rock di padre in figli* (Gallucci Editore, 2023)
- Non ho ucciso l'Uomo Ragno, con Mauro Repetto (Mondadori, 2023): coautore
- Il re della memoria (Gallucci, 2022): autore
- Emozioni garantite, con Maurizio Vandelli (Azzurra, 2022): coautore
- Rock is the answer (Marsilio, 2021): autore
- Una volta suonavo nei New Trolls, con Vittorio De Scalzi (Azzurra, 2021): coautore
- È andata così - Trent'anni come si deve, con Ligabue (Mondadori, 2020): coautore
- Decamerock (Marsilio, 2020): autore
- Rock Live (Mondadori, 2019): autore
- Rock Therapy (Marsilio, 2017): autore
- Vinyl (Morellino, 2017): coautore
- Tutta la terra del nostro silenzio: incontro con Alda Merini (Zona, 2016): autore
- Leonard Cohen: i famosi impermeabili blu (Vololibero, 2016): autore
- Paolo Conte: fammi una domanda di riserva (Mondadori, 2015): autore
- Rock Bazar volume secondo (Vololibero, 2015): autore
- Rock Bazar (Vololibero, 2014) : autore
- Identikit di un ribelle, con Piero Pelù (Rizzoli, 2014) : autore (Premio Lunezia)
- Stelle deboli, Sid e Nancy (Vololibero, 2014) : prefatore
- Pleased To Meet You (Vololibero, 2013): autore
- Chelsea Hotel (Egea, 2013): autore
- Come polvere nel vento, con Danilo Sacco (Rizzoli, 2012): autore
- Il grande libro del rock (e non solo) (Rizzoli Bur, 2011): autore (Premio Lunezia)
- Dottore, vorrei un rene nuovo (Amarene, 2011): coautore
- Saper leggere il libro del mondo (Editrice Zona, 2010): prefatore
- 58 secondi (Editrice Zona, 2010): prefatore
- Nessuna resa mai (Meridianozero, 2010): prefatore
- We Will Rock You, 709 canzoni come non le avete mai ascoltate (Rizzoli Bur, 2009): autore
- Diario di una cattiva ragazza, con Irene Grandi (Mondadori, 2008): autore
- Sound 'E Napoli (Guida, 2008): prefatore
- Il paese incantato (Editrice Zona, 2008): prefatore
- Il cavaliere elettrico (Meridianozero, 2008): prefatore
- Portavo allora un eskimo innocente, con Francesco Guccini (Giunti, 2007): autore
- Everybody's talking, 50 interviste alle leggende del rock (Aliberti, 2007): autore (Premio M.E.I., Premio Pistoia Blues)
- Bla bla bla, con Patty Pravo (Mondadori, 2007): autore
- Le notti gotiche (Aliberti 2007): autore
- Janis Joplin, Cry Baby (Arcana, 2007): autore
- Segni del tempo, con Luca Carboni (Aliberti, 2007): autore
- Doppio lungo addio, con Massimo Bubola (Aliberti 2006): autore
- Incontri con il diavolo e l'acqua santa, con Zucchero (Aliberti, 2006): autore
- Dove si va, con i Nomadi (Aliberti, 2006): autore
- Il grullo parlante, con Giorgio Panariello (Aliberti, 2006): autore
- L'ultima volta che sono morto (Aliberti, 2005): autore
- Urlando contro il cielo, con Ligabue (Aliberti 2005): autore
- Qui non arrivano gli angeli, con Vasco Rossi (Aliberti 2005): autore
- Di acqua e di respiro, con Ivano Fossati (Arcana, 2005): autore
- Con gli occhi di Bregovic (Stampa Alternativa, 2005): prefatore
- Ma il cielo è sempre più blu (Mondadori, 2004): autore
- I Nomadi, Augusto e altre storie, con i Nomadi (Mondadori, 2004): autore
- Le lacrime di Bob Marley. La storia di “No Woman No Cry” (Elleu, 2004): autore
- Vento in faccia, con la Bandabardò (Fazi Arcana, 2004): autore
- Hobo – Una vita fuori giri (Editori Riuniti, 2003): autore (Premio speciale Cesare Pavese)
- Sempre Nomadi, con i Nomadi (Sperling & Kupfer, 2002): autore
- La Vie en Rouge, con Enrico Ruggeri (Sperling & Kupfer, 2001): autore
- Burattinaio di parole (Clueb, 2001): prefatore
- Perfetto difettoso, con Piero Pelù (Mondadori, 2000): autore (Premio Mariposa)
- Un altro giorno è andato, con Francesco Guccini (Giunti, 1999): autore
- Franco Battiato (Nuove Effemeridi, 1999): coautore
- Musica per sempre, (Corriere della Sera/Rizzoli, 1997): coautore
- Latino Americana (Hobby & Work, 1997): direttore, coautore
- Hit Parade (Mondadori, 1997): curatore
- Graffiti, storie dei più grandi successi degli anni '50, '60 e '70 (Selezione, 1997): autore
- Brava! Venti protagoniste della canzone italiana (Selezione, 1997): autore
- Tom Waits: tutti i testi (Giunti, 1996): prefatore
- Per niente facile, con Ivano Fossati (Arcana, 1994): autore
- Enciclopedia del blues e della musica nera (Arcana, 1994): curatore
- Canzoni da una stanza (Arcana, 1993): curatore
- The Best Music Collection (De Agostini, 1993): coautore
- I Cetra: Biblioteca di Studio Uno (Rai/Fonit Cetra, 1993): coautore
- Dizionario del rock, Miti di ieri e di oggi (Curcio, 1991): direttore, coautore
- Bob Marley (Arcana, 1991): curatore
- Grateful Dead (Arcana, 1991): curatore
- Dizionario della canzone italiana (Curcio, 1990): coautore
- Bruce Springsteen (Arcana, 1990): curatore
- Michelle Shocked (Arcana, 1989): curatore
- Tom Waits (Muzzio, 1988): autore
- U2 (Edizioni Lakota, 1988): autore
- Bruce Springsteen A/Z, con Ermanno Labianca (Arcana, 1987): autore
- Tom Waits (Arcana, 1986): curatore (Libro dell'anno Il Buscadero)

## Onorificenze
Vinse numerosi premi tra cui il Tau d'oro, Premio Orta della Televisione e della Comunicazione Europea (2002), il Premio Sciacca Salvo Randone (2000), il Premio Speciale Cesare Pavese (2003), la Targa Piero Ciampi (2000), tre volte il Premio Lunezia (2001, 2011 e 2014), due volte il Mei (2002 e 2007), due volte il Folkest (entrambe nel 2001), il Premio Mariposa (2000), il Grinzane Musica (2001), il Premio Davide Lajolo (2000), il Premio Sweet Soul Music (1990) e l'Artour-o d'Argento (2013).
Il 7 luglio 2013 gli venne assegnato il Premio Bindi. Pochi giorni dopo il sindaco gli consegnò il sigillo della città di Asti. Nel 2013 divenne Cavaliere delle terre di Asti e del Monferrato. Nel settembre del 2016 "Rock Bazar" si aggiudicò la targa Mei Musicletter come programma radiofonico dell'anno. L'11 ottobre la commissione artistica del Premio Mia Martini gli conferì il Premio Speciale Mia Martini 2016.